# Raix
Raix település Franciaországban, Charente megyében. Lakosainak száma 116 fő (2022. január 1.). Raix La Faye, Villefagnan és Courcôme községekkel határos.

## Népesség
A település népessége az elmúlt években az alábbi módon változott:
| Lakosok száma | 170  | 185  | 152  | 149  | 148  | 148  | 141  | 124  | 121  | 116  |
|               | 1968 | 1982 | 1990 | 2006 | 2013 | 2015 | 2017 | 2019 | 2020 | 2022 |